# JUMPプリンス
JUMPプリンス（じゃんぷ-）は、2007年に結成されたライジングプロダクション所属の新人タレント集団である。
テレビ神奈川等で放送された「ジャンプ!ジャンプ!ジャンプ!」内コーナー「オグトシのプリンスファクトリー」において、次世代のプリンスを育成していくプロジェクトである。メンバーにはジュノン・スーパーボーイ・コンテスト出身者が多数いる。

## メンバー
※「Jump!×3」第1回放送紹介順
- 白鳥広樹（第17回ジュノンボーイ・フォトジェニック賞、アクターズスタジオ仙台校出身）
- 小堀慎平（第19回ジュノンボーイ・ファイナリスト、元JB5）
- 宮本拓実（第18回ジュノンボーイ・ノミネート）
- 長谷川卓（第18回ジュノンボーイ・ノミネート）
- 三谷怜央（第19回ジュノンボーイ・ノミネート、元関西ジャーニーズJr.）
- 北条涼（Samurai ELOモデル）
- 空閑光明
- 吉濱駿
- 苅羽悠